# 朱椿 (明朝)
朱椿（1371年4月4日—1423年3月22日），是明太祖朱元璋第十一子，母郭惠妃。封蜀王，諡號獻。著有《獻園集》。

## 生平
朱椿生于洪武四年三月十八（1371年4月4日），生母郭惠妃，为滁阳王郭子兴之女。同母弟代简王朱桂、谷王朱橞。洪武十一年（1378年）正月初一，受封蜀王。
其人個性孝友慈祥，博覽群書，所以朱元璋曾經稱讚他為「蜀秀才」。洪武十八年（1385年）冬十月，明太祖命蜀王、湘獻王朱柏、卫王（代简王）朱桂、汉王（肃莊王）朱楧诸王阅武于中都，蜀王长史王仲礼随侍。朱椿至中都，辟西堂，以读书自娱。阅武余暇与儒生探赜经史。洪武十九年（1386年））揭“忠孝为藩”四大字以自警。洪武二十年（1387年）四月，朱椿召名僧来复与之讲论，作四箴以自警，曰《正心》、《观道》、《崇本》、《敬贤》。洪武二十一年（1387年）春天，朱椿建宝训堂于殿之西，奉《皇明祖训》于中，先代帝王经典于左。
洪武二十二年（1389年），明太祖召蜀、湘等王回京师，随即就藩之国。朱椿于洪武二十三年（1390年）正月初一就藩成都。入蜀後，他聘大儒方孝孺擔任世子傅，表其居曰“正學”，對蜀地學風的帶動有很大的功績，當時他知道知藩內學子貧困，便將自己的食祿每月撥出一石救濟。禮聘至長史陳南賓，待以客禮。
後來番人入寇，火燒黑崖關。朱椿向朝廷求救，朱元璋派遣都指揮瞿能跟涼國公藍玉出大渡河將番人擊破。而朱椿在明白兩川禍亂源頭後，大減賦稅，制訂蜀地集市規範，終使蜀地大治。此外，他對蜀地佛教也相當關心，時常上峨嵋山參拜，峨嵋山上所建的清音閣接王亭就是為了迎接朱椿而設。
明成祖即位，朱椿上朝參見時，他所獲得的賞賜倍於諸藩。後來同母弟谷王朱橞意圖謀反，朱椿率先舉報，獲明成祖讚譽評為：「王此舉，周公安王室之心也。」朱椿再度入朝時，獲贈金銀彩緞數萬。朱椿於永乐二十一年二月十一日（1423年3月22日）過世，年五十二，諡號蜀獻王。

## 家庭

### 妻妾
- 妃蓝氏，涼國公藍玉之女，洪武十八年（1385年）冊為蜀王妃[6]，生朱悅燫
- 次妃金氏，生朱悅燿[7]
- 方氏，生朱妙音

### 子
- 長子：蜀悼莊世子朱悅燫
- 第二子：華陽悼隱王朱悅燿
- 第三子：崇寧王朱悦燇
- 第四子：崇慶王朱悦炘
- 第五子：蜀和王朱悅𤉎，原封保寧王，後為第四代蜀王
- 第六子：永川莊簡王朱悦烯

### 女
- 長女：长宁郡主，儀賓高最[8]
- 第二女：富顺郡主，儀賓顾瞻
- 第三女：遂宁郡主，儀賓吴瑜[9]
- 第四女：江津郡主朱妙音（1392-1457），儀賓管能，葬于今彭州市桂花镇[10]
- 第七女：蒲江郡主，儀賓雷安，葬于今彭州市龍門山鎮[10][11]
- 第八女：金堂郡主，儀賓李亮
- 第九女：昭化郡主，儀賓王宏
- 第十女：顺庆郡主，儀賓卢鼐[12]
- 第十一女：江安郡主，儀賓家晟[13]
- 第十二女：名山郡主[14]

## 后裔
朱椿其中一名後裔於1641年皈依天主教，聖名伯多祿，並帶領家人入教，是為四川省首批天主教徒（參見四川天主教）。第二十世子孙朱清时，物理化学家，中国科学院院士，第三世界科学院院士，南方科技大学首任校长，中国科学技术大学第七任校长（1998年－2008年）。英国皇家化学学会会士(Fellow of the Royal Society of Chemistry, FRSC)，中国化学会常务理事、中国科学技术史学会副理事长。第八、九届全国人大代表、第十届全国政协委员。